# گوشت‌خواران: شکارچی دایناسور
گوشتخواران: شکارچی دایناسور (انگلیسی: Carnivores: Dinosaur Hunter) یک بازی ویدئویی تک‌نفره تیراندازی اول شخص برای سکوهای آی‌اواس، اندروید، پلی‌استیشن همراه و پلی‌استیشن ۳ می‌باشد که توسط تتام گیمز (آی‌اواس، اندروید) و بیت‌شیپرز (پی‌اس‌پی، پی‌اس۳) توسعه و نشر پیدا کرده است.